# Łuszkowo (Gran Polonia)
Łuszkowo [pronunciación en polaco: /wuʂˈkɔvɔ/] (en alemán: Hohenangern) es un pueblo ubicado en el distrito administrativo de Gmina Krzywiń, dentro del Distrito de Kościan, Voivodato de Gran Polonia, en el oeste de Polonia central. Se encuentra aproximadamente a 9 kilómetros al noreste de Krzywiń, a 16 kilómetros al este de Kościan, y a 41 kilómetros al sur de la capital regional Poznań.
El pueblo tiene una población aproximada de 600 habitantes.